# 田浦雅徳
田浦 雅徳（たうら まさのり、1953年（昭和28年）11月 - ）は、日本の歴史学者。皇學館大学文学部国史学科教授を経て同大学名誉教授。専門は日本近現代史。

## 人物
熊本県出身。1988年（昭和63年）東京大学文学部国史学科卒業。1996年（平成8年）東京大学大学院博士課程修了（博士論文は「昭和初期の外交選択」）。群馬大学・聖心女子大学・白百合女子大学・立命館大学・人間環境大学などで非常勤講師を歴任後、1997年（平成9年）より皇學館大学助教授（後に准教授）を経て、2010年（平成22年）～2023年（令和5年）皇學館大学教授を務める。
その他の社会要職として特定非営利活動法人咢堂香風理事長などの役職をつとめる。

## 著書

### 共編著・監修
- 『日本史史話 近代・現代史』 山川出版社、1994年。
- 『続・現代史資料5 海軍 加藤寛治日記』 みすず書房、1994年。
- 『武部六蔵日記』 芙蓉書房出版、1999年。
- 『岐阜県史 資料編』 岐阜県、2003年。
- 『検定お伊勢さん』 伊勢商工会議所・伊勢文化舎、2006年。
- 『文化庁補助事業伊勢神宮領農村文書調査報告書I 解題編 翻刻編』 伊勢市総務部総務課市史編さん係、2008年。
- 『橿原神宮史 続編』国書刊行会、2020年。

### 講演録
- 『日露戦争-戦場外のたたかい 高橋是清と戦費調達』 皇學館大学出版部、2006年。

### 論文

#### 雑誌論文
- 「昭和10年代外務省革新派の情勢認識と政策」『日本歴史』通号493、1989年。
- 「伊エ紛争と日本側対応-昭和10年杉村声明事件を中心に」同上通号526、1992年。
- 「日本・エチオピア関係にみる1930年代通商外交の位相」『政府と民間:対外政策の創出 年報・近代日本研究17』、近代日本研究会、1995年。
- 「イタリア・エチオピア間の紛争（戦争）と「右翼」運動および輿論」『メディア史研究』通号4、1996年。
- 「講座-日本人の外国語習得 外交官の語学習得」『歴史と地理』通号572、2004年。
- 「高橋亀吉の日本資本主義経済「行詰（いきづまり）」論」『皇学館論叢』通号225、2005年。
- 「高橋亀吉と「政治研究会」-その「無産政党綱領私案」と産業振興策を中心に」『皇學館史学』通号20、2005年。

#### 単行本所収論文
- 「日伊関係（1935〜1936年）とその態様―エチオピア戦争をめぐる日本側対応から」『日本近代史の再構築』（伊藤隆編）、山川出版社、1993年。
- 「満州国における治外法権撤廃問題」『植民地帝国日本の法的展開』（浅野豊美、松田利彦編）、信山社出版、2004年。